# Clyte (insecte)
Pour les articles homonymes, voir Clyte.
Taxons concernés
- Famille : Cerambycidae
- Différents genres et espèces :
  - Voir textemodifier

Clyte (nom masculin) est le nom vernaculaire de coléoptères cérambycidés.

## Espèces
- Clyte arqué (Plagionotus arcuatus)
- Clyte bélier (Clytus arietis)
- Clyte du frêne (Neoclytus acuminatus)
- Clyte rustique (Xylotrechus rusticus)